# 杉元砂八子
杉元 砂八子(すぎもと さやこ、1982年6月10日 - )は、大阪府箕面市出身の女性歌手。女性デュオ唄奴(うたやっこ)のメンバー。唄奴として活動時の表記は『Sayako』。身長167cm。体重51kg。

## 来歴
- 3歳よりピアノとクラシックバレエを始める。
- ボイストレーナーの母から声楽を教わる。
- 小学生時代、ミュージカルやオペラに子役として出演。白雪姫、カルメンほか(箕面市民オペラ)
- 高校2年時、高校野球のリポーターとしてMBS系「球春選抜甲子園」に出演。
- 高校3年から、ストリートダンスをはじめる。この頃から、ソウルジャズ、ファンクジャズ、ストリートジャズも習いはじめる。
- 関西大学進学後、1年の冬頃から、大阪のクラブ｢SAM&DAVE2｣、｢NEO｣、｢joule｣などでクラブシンガーとして活動。当初はラッパーやシンガーとのユニットとして歌っていた。
- 地元コミュニティ放送局みのおFMにて、大学1年から2年まで1年半の間、1時間の音楽番組を担当。
- 2003年6月、SONY W.WALKMAN主催、｢第1回WEBSTARオーディション｣においてグランプリ受賞。
- 2003年7月および10月、東京のクラブでライブを敢行。
- 2004年、関西大学の特別講堂にて｢デビューライブ｣を行う。
- 同年7月28日、大阪限定盤シングル『きせき』をリリース。
- 同年12月22日、全国デビュー。
- 2006年12月24日、現在のパートナー竹内沙帆と出会う。
- 2007年6月、『CITY Connection』にて、竹内とのユニット初ライブ。
- 同年8月31日、ラサール石井により、ユニット名を『唄奴』と命名される。

## ライブ活動
- 渋谷NUTS
- 六本木CORE
- 関西大学特別講堂(大阪限定デビューライブ)
- ビッグハート出雲
- eggman
- 関西大学祭
- B Roxy(全国版リリースパーティー)
- 大阪TRIANGLE
- 京都MUSE
- 諸福老人福祉センター
- 大東市立南郷保育所
- 東京駅『BREAK STATION LIVE』
- Visola箕面
- 大阪フラミンゴ・ジ・アルーシャ
- 諸福地区イベントホール

以降の活動については唄奴の項を参照。

## 出演

### テレビ
- 吹田ケーブルテレビジョン
- 読売テレビ『ニューススクランブル』
- MUSIC ON! TV『M-ON!NEWS&CLIPS NEW POWER』
- 朝日放送『きらっと』
- 読売テレビ『ゲツキン!』(2005年9月30日、12月23日、2006年3月31日、6月30日)

番組のテーマソングとして『虹色のメロディー』が使用される(2005年10月から2006年6月末)

### テレビCM
- CS放送｢ソニーW.WALKMAN｣(2004年)

### ラジオ
- みのおFM『オンガクのススメ』
- 毎日放送『ナニワ音楽ショウ』
- FM COCOLO『フレッシュミュージックボックス』
- 毎日放送『日曜出勤ラジオ』
- 毎日放送『ハリガネ・MEGUMIのロックな時』
- KBS京都『森脇健児のサタデーミーティング』 - 唄奴で「ナベプロ」に出演（第11期）､過去にソロで出演あり
- FM出雲『FIGHT THE POWER』
- LOVE FM『GOOD TRANSIT』
- みのおFM『オンガクのススメ』
- FM FUJI『J.A.M』
- ラジオ大阪『原田年晴のラジオでおはよう』
- エフエムさんだ『ハニーサウンドカフェ』
- エフエムあまがさき『ミュージックエアポート』
- みのおFM『サタデーワイドフィーバー』
- 関西コミュニティーFM13局ネット番組『Groove Line Party』
- モバイル301『SOMEONE PRODUCE』

### 新聞
- 関西大学タイムス
- 読売新聞
- CITY LIFE
- ブームスポーツ

### 雑誌
- L Magazine
- TIGHT
- 関西一週間
- 2005年度関西大学大学案内『ANOTHER LIFE』

## 配信
- 2004年12月、GIGA｢きせき｣先行配信